# فورينا (تأثير جينشين)
فورينا (الصينية: 芙宁娜؛ بينيين: Fúníngnà ,الاسم الكامل فورينا دي فونتين) هي شخصية جينشين قابلة للعب وأركون مائي سابق من منطقة فونتين المستوحاة من البحر الأبيض المتوسط، وهي إحدى مناطق تيفات في جينشين.
تتم تقديمها في تحديث الإصدار 4.0 في أغسطس 2023، وكشخصية قابلة للعب في نوفمبر لاحقًا، تم التعبير عنها بواسطة آمبر لي كونورز باللغة الإنجليزية، و تشيان تشن باللغة الصينية، و كيم ها يون باللغة الكورية، و إينوري ميناسي باللغة اليابانية.

## ظهور
تتمتع هذه الشخصية بعيون زرقاء غير متجانسة، وملابسها مستوحاة من الثقافة الفرنسية والمتوسطية، بالإضافة إلى القصص الكلاسيكية والمسرحيات الموسيقية، مثل الزخرفة على شكل ذيل السمكة على ظهرها المستوحاة من قصص مثل حورية البحر الصغيرة وغيرها.
عيد ميلاد الشخصية هو 13 أكتوبر.
لأكثر من 500 عام، كان فورينا أيضًا حاكم فونتين، وهي أمة تتمحور حول مُثُل العدالة وهي مستوحاة من الثقافة الفرنسية وثقافة البحر الأبيض المتوسط.
رآها معظم الناس على أنها من المشاهير أكثر من كونها أرشونًا وعادةً ما تؤدي عروضها في دار الأوبرا بشخصية متألقة.
مأثناء تقدمك في قصة اللعبة، تكتشف لاحقًا أنها النظير البشري لـ البؤر، خليفة إيجيريا، هيدرو ارشون السابق.   
لا تمتلك فورينا أي قوى إلهية، لكنها ملعونة لتظل شابة إلى الأبد طالما أن المنسقين لا يزالون الأرشون الحالي. ولهذا السبب، اضطرت فورينا إلى عزل نفسها بينما كانت تحاول أيضًا صد تفكيرها الداخلي. تتغير شخصيتها عندما تلتقي بالشخصية أثناء قصة اللعبة.
في وقت لاحق، تم اكتشاف أن فورينا كانت محتالة وليست أرشونًا حقيقيًا، الأمر الذي انتهى بمحاكمتها. وينتهي الأمر بكون فورينا مذنبًا.
من ناحية أخرى ، اعترف المنسقون لاحقًا لنوفيليت ، رئيسة القضاة والتناسخ الحالي لسيادة التنين المائي ، أنها استخدمت فورينا للتنكر على أنها الأرشون الحالي لمدة 500 عام.
مع فيضانات الفونتين، تضحي البؤر بنفسها عن طريق نقل قوتها إلى نيوفيليت. وبهذه القوة يستخدم السلطة المستعادة لوقف الطوفان وطلب المغفرة. يؤدي هذا إلى توقف الفيضانات ويتسبب في نهاية لعنة الخلود التي يواجهها فورينا ويعيش بشكل طبيعي، والآن مع بقاء ستة أرشون.
تم إصدار النسخة القابلة للتشغيل من الشخصية في نوفمبر 2023 عبر الإصدار 4.2. ما يجعل فورينا مختلفة هو حقيقة أنها يمكن أن تكون قادرة على التغيير إلى نظامين مختلفين للألوان في القتال، ولديها القدرة على إحداث زيادة في الضرر لفريقك بناءً على مقدار القوة المفقودة و/أو المكتسبة. تستخدم هذه الشخصية السيف كسلاح مفضل، وهي شخصية جيدة عندما تبحث عن أفضل شخصية يمكن استخدامها هجوميًا ودفاعيًا في القتال.